# Maren Schott
Maren Schott (* 11. Februar 1976 in Düsseldorf) ist eine deutsche Leichtathletin, die bei der Sommer-Universiade 2003 in Daegu im 400-Meter-Hürdenlauf in persönlicher Bestzeit von 55,28 s gewonnen hat. Bei derselben Veranstaltung gewann sie Bronze mit der 4-mal-400-Meter-Staffel.
In der Hallensaison 2004 startete sie für die deutsche Nationalmannschaft beim Halleneuropacup in der Staffel. Bei Deutschen Meisterschaften wurde sie auf der Hürdenstrecke 2001 Vizemeisterin, 2000 wurde sie Dritte. 2001 wurde sie Deutsche Meisterin mit der 4-mal-400-Meter-Staffel und mit der 3-mal-800-Meter-Staffel. 2003 gewann sie abermals die Meisterschaft mit der 3-mal-800-Meter-Staffel. Ihren bislang letzten Meistertitel gewann sie 2008 über 4-mal 400 Meter. Bei den Deutschen Meisterschaften 2010 in Braunschweig erhielt sie mit der zweiten 4-mal-400-Meter-Staffel des TSV 04 Leverkusen die Bronzemedaille.
Im September 2009 gewann sie den (inoffiziellen) Weltmeistertitel im Ultramehrkampf (14 Disziplinen an 2 Tagen) im niederländischen Delft mit 10.380 Punkten (deutscher Rekord).
Maren Schott begann beim LAV Bayer Uerdingen/Dormagen, wechselte 1996 zum ASV Köln und startet seit 2001 für die LG Bayer Leverkusen. Bei einer Körpergröße von 1,73 m beträgt ihr Wettkampfgewicht 60 kg.